# 龙湖寨建筑群

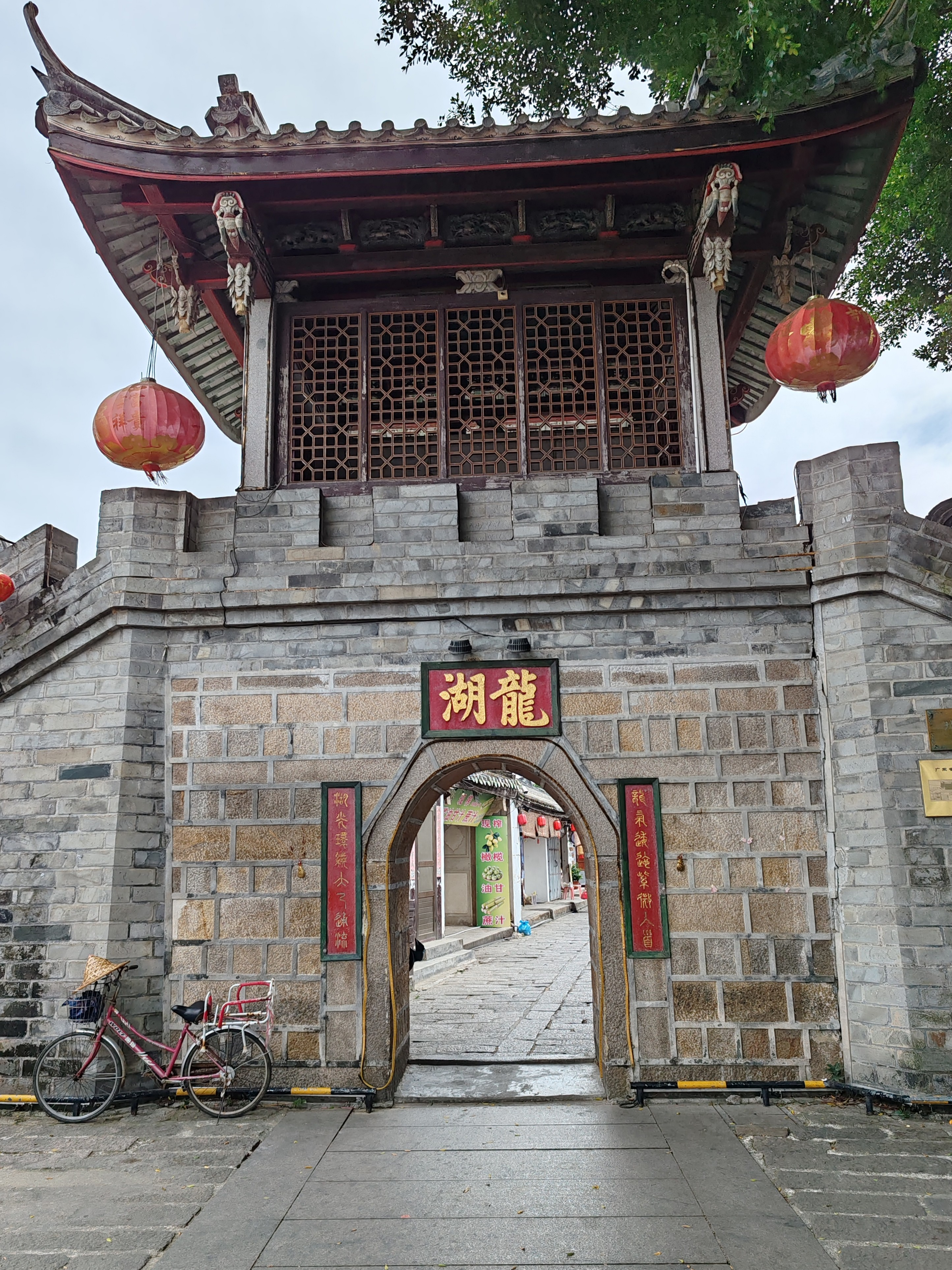
龍湖古寨正門(拍攝於2024年10月25日)

龙湖寨，位于中国广东省潮州市龙湖镇，为潮州市潮安县的一个省级级文物保护单位，类型为古建筑，公布时间为2006年4月。
龙湖寨的历史年代为明、清。